# Friedrich von Sievers
Friedrich Wilhelm von Si(e)vers (* 26. Juli 1748 auf Gut Ranzen (Rencēni) in Livland (Burtnieki Bezirk, Lettland); † 27. Dezember 1823 ebenda) war russischer Offizier, livländischer Gouvernements-Adelsmarschall und Senator des russischen Reiches. Von 1811 bis 1814 war er Gouverneur der russischen Ostseeprovinz Kurland.

## Leben
Friedrich Wilhelm von Sievers wurde im Jahre 1748 auf seinem väterlichen Gut Ranzen geboren. Er begann früh eine militärische Laufbahn und nahm 1786 als Oberst seinen Abschied. Sievers verfasste in dem folgenden Jahrzehnt mehrere ökonomische Artikel und war Herausgeber eines agrarpolitischen Blattes. Seine Aktivitäten fanden im livländischen Landtag (1797–1804) viel Widerspruch und er verlor an Popularität. Im Jahre 1811 wurde er zum Gouverneur Kurlands ernannt; ein Jahr später erreichten die Napoleonischen Kriege die Provinz. Auf seine persönliche Verantwortlichkeit wagt er es, während des Rückzuges den Vernichtungsbefehl der kurländischen Hauptstadt Mitau nicht auszuführen. Kurz vor dem Einzug der preußischen Truppen, ließ er die Stadt räumen und hinterließ eine Bekanntmachung:

„Der Uebermacht zu weichen, gebietet die Vernunft, Stadt und Land zu schonen, die Menschlichkeit.
Letzteres erwartet von einem civilisierten Feinde.

Mitau, den 8. Juli 1812. Friedrich Sievers (Gouverneur)“

Während des Krieges entging Mitau weitgehend der Zerstörung. Der russische Zar Alexander I. zeigte später hierüber seine höchste Zufriedenheit. Im Jahre 1814 wurde Sievers zum russischen Senator ernannt. Friedrich Wilhelm von Sievers verstarb 1823 im Alter von 75 Jahren auf seinem Erbgut Ranzen.